# Changtse
 Il Changtse è una montagna, alta 7543 m, situata immediatamente a nord del monte Everest, al quale è collegato attraverso la sella del Colle Nord. La sua cresta settentrionale separa tra di loro il corpo principale del ghiacciaio Rongbuk dalla sua lingua più ad est, chiamata ghiacciaio Rongbuk orientale. Il nome in lingua tibetana significa “Picco Nord”.

## Prima ascensione
La prima ascensione ufficiale al Changtse è stata effettuata il 14 ottobre 1982 dal tedesco Udo Zehetleitner, salito dal ghiacciaio Rongbuk attraverso il Colle Nord, seguito due giorni dopo dai compagni di cordata Paul Braun, Rudolf Frick, Ludwig Hösle e Martin Engler. La cima era però stata salita pochi giorni prima, il 3 ottobre, dal membro di una spedizione olandese, Johan Taks, durante un tentativo di ascensione all'Everest; Taks non aveva tuttavia il permesso per salire alla vetta, che era stata assegnata dalle autorità cinesi alla spedizione tedesca.